# Železná (Bělá nad Radbuzou)
Železná (německy Eisendorf) je malá vesnice, část města Bělá nad Radbuzou v okrese Domažlice v Plzeňském kraji. Nachází se asi devět kilometrů západně od Bělé nad Radbuzou. Prochází zde silnice II/197 a je zde hraniční přechod Železná - Eslarn. Železná leží v katastrálním území Železná u Smolova o rozloze 18 km².

## Historie
První písemná zmínka o vesnici pochází z roku 1591.

## Obyvatelstvo
| Rok            | 1869  | 1880  | 1890  | 1900  | 1910  | 1921  | 1930  | 1950 | 1961 | 1970 | 1980 | 1991 | 2001 | 2011 | 2021 |
| -------------- | ----- | ----- | ----- | ----- | ----- | ----- | ----- | ---- | ---- | ---- | ---- | ---- | ---- | ---- | ---- |
| Počet obyvatel | 1 391 | 1 683 | 1 806 | 1 762 | 1 770 | 1 803 | 1 687 | 214  | 101  | 58   | 42   | 34   | 28   | 28   | 37   |
| Počet domů     | 163   | 201   | 206   | 208   | 210   | 233   | 265   | 144  | 144  | 15   | 10   | 15   | 18   | 20   | 22   |

## Obecní správa
Při sčítání lidu v letech 1850–1949 Železná byla samostatnou obcí v okrese Horšovský Týn (v letech 1850–1910 Horšův Týn). V následujícím období byla osada úředně zrušena. V letech 1961–1984 byla osadou obce Smolov v okrese Domažlice. Od 1. ledna 1985 je částí města Bělá nad Radbuzou v okrese Domažlice.